# Espata

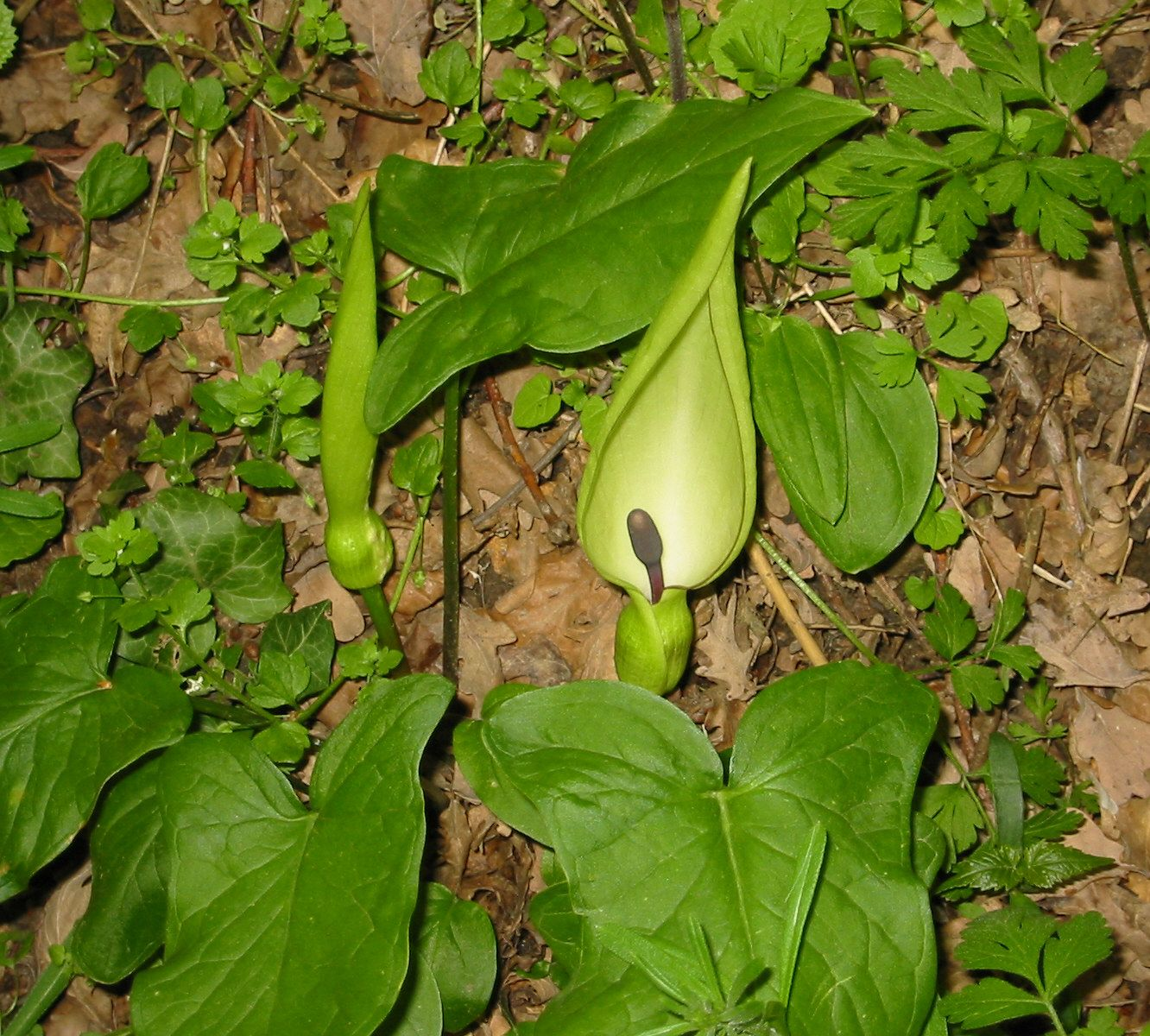
Arum maculatum: vemos duas inflorescências desta arácea, uma com a espata ainda fechada (esquerda) e outra com a espata aberta, mostrando o espádice

Espata é um tipo de bráctea típica da família botânica Araceae, de grandes dimensões, corada e vistosa, que protege o desenvolvimento das inflorescências dispostas no espádice. Pode consubstanciar-se em duas brácteas, em vez de só uma.
Tem um papel de extrema importância na polinização, ao atrair os insectos que entram em contacto com a inflorescência através dela ou por ela condicionados. O entrenó entre a espata e o espádice (estípite do espádice) é, em geral curto ou inexistente. 
O pedúnculo, ou seja, o entrenó que separa a espata da última folha do ramo ou catafilo, é, contudo, em termos gerais, de maior dimensão.